# Europarlamentari del Portogallo della X legislatura
Gli europarlamentari del Portogallo della X legislatura, eletti in occasione delle elezioni europee del 2024, sono i seguenti.

## Composizione storica
| Europarlamentare           | Lista                                                          | Gruppo | Gruppo                                                 |
| -------------------------- | -------------------------------------------------------------- | ------ | ------------------------------------------------------ |
| Francisco Assis            | Partito Socialista                                             |        | Alleanza Progressista dei Socialisti e dei Democratici |
| Isilda Gomes               | Partito Socialista                                             |        | Alleanza Progressista dei Socialisti e dei Democratici |
| Bruno Gonçalves            | Partito Socialista                                             |        | Alleanza Progressista dei Socialisti e dei Democratici |
| Sérgio Gonçalves           | Partito Socialista                                             |        | Alleanza Progressista dei Socialisti e dei Democratici |
| Ana Catarina Mendes        | Partito Socialista                                             |        | Alleanza Progressista dei Socialisti e dei Democratici |
| André Rodrigues            | Partito Socialista                                             |        | Alleanza Progressista dei Socialisti e dei Democratici |
| Carla Tavares              | Partito Socialista                                             |        | Alleanza Progressista dei Socialisti e dei Democratici |
| Marta Temido               | Partito Socialista                                             |        | Alleanza Progressista dei Socialisti e dei Democratici |
| Paulo Cunha                | Alleanza Democratica (Partito Social Democratico)              |        | Gruppo del Partito Popolare Europeo                    |
| Paulo Do Nascimento Cabral | Alleanza Democratica (Partito Social Democratico)              |        | Gruppo del Partito Popolare Europeo                    |
| Sérgio Humberto            | Alleanza Democratica (Partito Social Democratico)              |        | Gruppo del Partito Popolare Europeo                    |
| Lídia Pereira              | Alleanza Democratica (Partito Social Democratico)              |        | Gruppo del Partito Popolare Europeo                    |
| Hélder Sousa Silva         | Alleanza Democratica (Partito Social Democratico)              |        | Gruppo del Partito Popolare Europeo                    |
| Ana Miguel Pedro           | Alleanza Democratica (CDS - Partito Popolare)                  |        | Gruppo del Partito Popolare Europeo                    |
| Sebastião Bugalho          | Alleanza Democratica (Indipendente)                            |        | Gruppo del Partito Popolare Europeo                    |
| Tiago Moreira de Sá        | Chega                                                          |        | Patrioti per l'Europa                                  |
| António Tânger Corrêa      | Chega                                                          |        | Patrioti per l'Europa                                  |
| João Cotrim de Figueiredo  | Iniziativa Liberale                                            |        | Renew Europe                                           |
| Ana Vasconcelos            | Iniziativa Liberale                                            |        | Renew Europe                                           |
| Catarina Martins           | Blocco di Sinistra                                             |        | La Sinistra al Parlamento europeo                      |
| João Oliveira              | Coalizione Democratica Unitaria (Partito Comunista Portoghese) |        | La Sinistra al Parlamento europeo                      |

## Tabelle di sintesi

### Gruppi politici
| Gruppo parlamentare | Inizio |
| ------------------- | ------ |
| S&D                 | 8      |
| PPE                 | 7      |
| PfE                 | 2      |
| RE                  | 2      |
| GUE/NGL             | 2      |
| ECR                 | –      |
| Verdi/ALE           | –      |
| ESN                 | –      |
| NI                  | –      |
| Totale              | 21     |

### Fonti
1. ↑  (PT) Eleições Europeias 2024, su europeias2024.mai.gov.pt. URL consultato il 12 luglio 2024.